# Formiate d'éthyle
Le formiate d'éthyle est l'ester éthylique de l'acide formique et a pour formule semi-développée HCOOCH2CH3. Dans l’industrie il est utilisé comme solvant, voire comme arôme dans l’industrie alimentaire.

## Exposition
Le formiate d'éthyle est classé dans la catégorie generally recognized as safe (considéré comme sans danger) par la Food and Drug Administration.
Selon l'Occupational Safety and Health Administration (OSHA), le formiate d'éthyle peut irriter les yeux, la peau, les muqueuses et le système respiratoire de l'homme et des autres. C'est aussi un dépresseur du  système nerveux central.
L'OSHA considère la limite d'exposition admissible à une période de 8 heures exposé à un environnement contenant 100 parties par million (300 milligrammes par mètre cube).

## Utilisation
Dans l’industrie, le formiate d’éthyle est utilisé comme solvant pour dissoudre le nitrate de cellulose, l'acétate de cellulose et différentes résines.
Il peut être utilisé comme substitut à l'acétone. Les travailleurs peuvent être aussi exposé au formiate d'éthyle  :
- pendant l'application par pulvérisation, au pinceau ou par trempage de vernis :
- pendant la fabrication de verre de sécurité;
- pendant la fumigation du tabac, de céréales et de fruits séchés (comme alternative au bromure de méthyle dans le système de quarantaine du Département de l'Agriculture des États-Unis[9]).

Il est également utilisé comme arôme alimentaire pour des saveurs fruitées, et aussi pour son odeur caractéristique du rhum (et partiellement celle des framboises).

## Dans l'espace
Des astronomes ont détecté du formiate d'éthyle dans des nuages de poussière dans une zone de la Voie lactée appelée Sagittarius B2. Les astronomes de l'Institut Max-Planck de radioastronomie à Bonn, en Allemagne, ont utilisé le radiotélescope de Pico Veleta de l'IRAM en Espagne pour analyser le spectre de radiation émis par les régions chaudes près d'une étoile nouvelle. Le formiate d'éthyle fait partie des 50 molécules identifiées par les astronomes. Pour s'amuser, il est donc possible de dire que la galaxie a une odeur de rhum ou de framboise.

## Dans l'art
À la suite de la découverte par les astronomes de l’Institut Max-Planck en 2009 de la présence d'une quantité importante de formiate d’éthyle dans le nuage moléculaire géant Sagittarius B2, plusieurs artistes contemporains se sont intéressés à cette molécule. C’est le cas de Laurent Duthion avec Approximation Sagittaire en 2017, une œuvre comestible utilisant des ingrédients naturellement riches en formiate d’éthyle, notamment du rhum et de la framboise, proposant ainsi de se rapprocher de Sagittarius B2 par molécule interposée. En 2023, lors de son exposition personnelle au Petit Palais à Paris, Loris Gréaud exposa Nova Express, une sculpture olfactive diffusant du formiate d’éthyle.